# Saires
Saires est une commune du Centre-Ouest de la France, située dans le département de la Vienne (région Nouvelle-Aquitaine).

## Géographie

### Géologie et relief
La forêt de Scévolles est un massif forestier de 5 000 hectares. Il s'étend sur des sables du Cénomanien. Il est peuplé de chênes, de noisetiers, de robiniers et de pins. De nombreux animaux y trouvent refuge : cerfs, chevreuils, sangliers, renards, blaireaux, fouines. Le nom de la forêt évoque celui d'un poète français du XVIe siècle : Scévole de Sainte-Marthe qui était issu d'une illustre famille loudunaise et qui était l'intime de Pierre de Ronsard et de Théophraste Renaudot.

### Communes limitrophes
| Monts-sur-Guesnes | Prinçay |                   |
|                   | Saires  | Berthegon         |
| Verrue            | Doussay | Savigny-sous-Faye |

### Climat
Pour des articles plus généraux, voir Climat de la Nouvelle-Aquitaine et Climat de la Vienne.
Historiquement, la commune est exposée à un climat océanique du nord-ouest.  
En 2020, Météo-France publie une typologie des climats de la France métropolitaine dans laquelle la commune est exposée à un climat océanique altéré et est dans la région climatique  Poitou-Charentes, caractérisée par un bon ensoleillement, particulièrement en été et des vents modérés.
Pour la période 1971-2000, la température annuelle moyenne est de 11,9 °C, avec une amplitude thermique annuelle de 14,6 °C. Le cumul annuel moyen de précipitations est de 674 mm, avec 10,2 jours de précipitations en janvier et 6,5 jours en juillet. Pour la période 1991-2020, la température moyenne annuelle observée sur la station météorologique la plus proche, située sur la commune de Martaizé à 14,29 km à vol d'oiseau, est de 0,0 °C et le cumul annuel moyen de précipitations est de 0,0 mm,. Pour l'avenir, les paramètres climatiques de la commune estimés pour 2050 selon différents scénarios d’émission de gaz à effet de serre sont consultables sur un site dédié publié par Météo-France en novembre 2022.

## Urbanisme

### Typologie
Au 1er janvier 2024, Saires est catégorisée commune rurale à habitat très dispersé, selon la nouvelle grille communale de densité à sept niveaux définie par l'Insee en 2022.
Elle est située hors unité urbaine et hors attraction des villes,.

### Occupation des sols
L'occupation des sols de la commune, telle qu'elle ressort de la base de données européenne d’occupation biophysique des sols Corine Land Cover (CLC), est marquée par l'importance des territoires agricoles (69,9 % en 2018), une proportion identique à celle de 1990 (69,9 %). La répartition détaillée en 2018 est la suivante : 
terres arables (35,6 %), zones agricoles hétérogènes (30,3 %), forêts (30,1 %), prairies (4,1 %). L'évolution de l’occupation des sols de la commune et de ses infrastructures peut être observée sur les différentes représentations cartographiques du territoire : la carte de Cassini (XVIIIe siècle), la carte d'état-major (1820-1866) et les cartes ou photos aériennes de l'IGN pour la période actuelle (1950 à aujourd'hui).

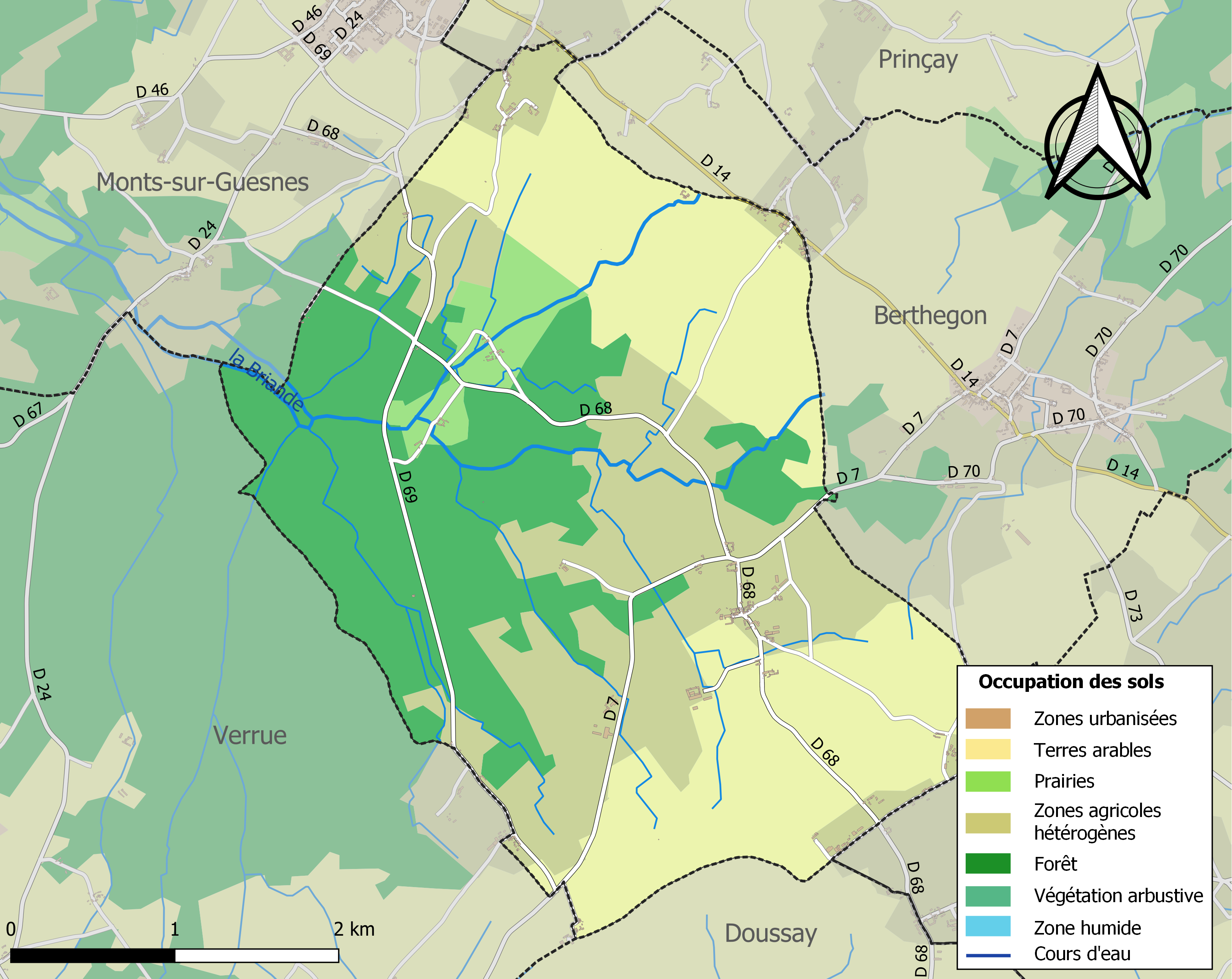
Carte des infrastructures et de l'occupation des sols de la commune en 2018 (CLC).

### Risques majeurs
Le territoire de la commune de Saires est vulnérable à différents aléas naturels : météorologiques (tempête, orage, neige, grand froid, canicule ou sécheresse), mouvements de terrains et séisme (sismicité modérée). Il est également exposé à un risque technologique,  le transport de matières dangereuses. Un site publié par le BRGM permet d'évaluer simplement et rapidement les risques d'un bien localisé soit par son adresse soit par le numéro de sa parcelle.

#### Risques naturels

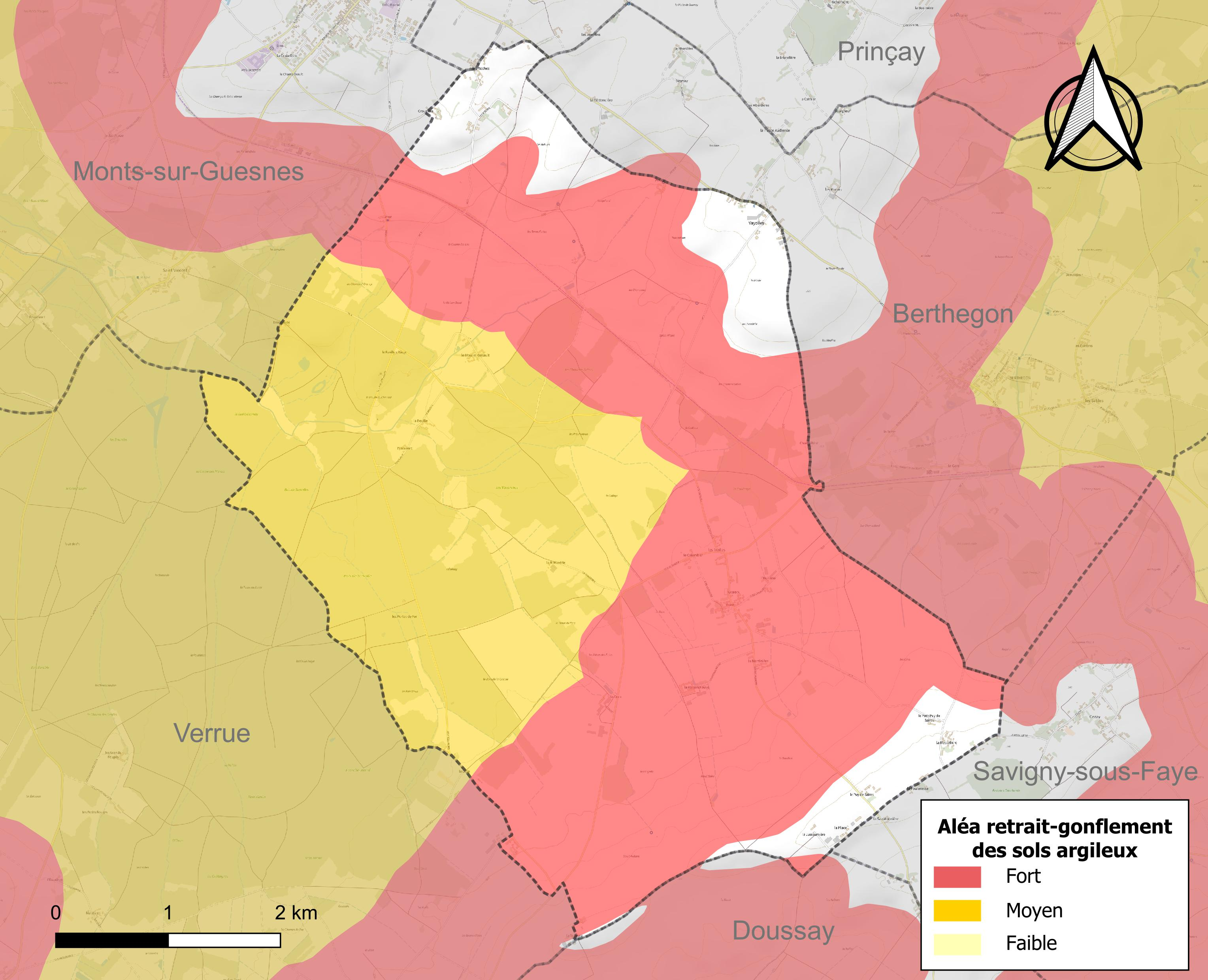
Carte des zones d'aléa retrait-gonflement des sols argileux de Saires.

Les mouvements de terrains susceptibles de se produire sur la commune sont des affaissements et effondrements liés aux cavités souterraines (hors mines) et des tassements différentiels. Afin de mieux appréhender le risque d’affaissement de terrain, un inventaire national permet de localiser les éventuelles cavités souterraines sur la commune. Le retrait-gonflement des sols argileux est susceptible d'engendrer des dommages importants aux bâtiments en cas d’alternance de périodes de sécheresse et de pluie. 89,3 % de la superficie communale est en aléa moyen ou fort (79,5 % au niveau départemental et 48,5 % au niveau national). Depuis le 1er octobre 2020, en application de la loi ÉLAN, différentes contraintes s'imposent aux vendeurs, maîtres d'ouvrages ou constructeurs de biens situés dans une zone classée en aléa moyen ou fort,.
La commune a été reconnue en état de catastrophe naturelle au titre des dommages causés par les inondations et coulées de boue survenues en 1982, 1999, 2010 et 2013, par la sécheresse en 2003 et 2005 et par des mouvements de terrain en 1999 et 2010.

## Politique et administration

### Liste des maires
| Période   | Période       | Identité        | Étiquette | Qualité |
| --------- | ------------- | --------------- | --------- | ------- |
| mars 2001 | réélu en 2008 | Bernard Servant |           |         |

### Instances judiciaires et administratives
La commune relève du tribunal d'instance de Poitiers, du tribunal de grande instance de Poitiers, de la cour d'appel  de Poitiers, du tribunal pour enfants de Poitiers, du conseil de prud'hommes de Poitiers, du tribunal de commerce de Poitiers, du tribunal administratif de Poitiers et de la cour administrative d'appel  de  Bordeaux,  du tribunal des pensions de Poitiers, du tribunal des affaires de la Sécurité sociale de la Vienne, de la cour d’assises de la Vienne.

## Démographie
L'évolution du nombre d'habitants est connue à travers les recensements de la population effectués dans la commune depuis 1793. Pour les communes de moins de 10 000 habitants, une enquête de recensement portant sur toute la population est réalisée tous les cinq ans, les populations de référence des années intermédiaires étant quant à elles estimées par interpolation ou extrapolation. Pour la commune, le premier recensement exhaustif entrant dans le cadre du nouveau dispositif a été réalisé en 2006.

En 2022, la commune comptait 124 habitants, en évolution de −4,62 % par rapport à 2016 (Vienne : +0,6 %, France hors Mayotte : +2,11 %).
| 1793 | 1800 | 1806 | 1821 | 1831 | 1836 | 1841 | 1846 | 1851 |
| ---- | ---- | ---- | ---- | ---- | ---- | ---- | ---- | ---- |
| 355  | 327  | 334  | 281  | 352  | 379  | 389  | 402  | 396  |

| 1856 | 1861 | 1866 | 1872 | 1876 | 1881 | 1886 | 1891 | 1896 |
| ---- | ---- | ---- | ---- | ---- | ---- | ---- | ---- | ---- |
| 407  | 397  | 405  | 354  | 372  | 387  | 388  | 382  | 394  |

| 1901 | 1906 | 1911 | 1921 | 1926 | 1931 | 1936 | 1946 | 1954 |
| ---- | ---- | ---- | ---- | ---- | ---- | ---- | ---- | ---- |
| 379  | 370  | 368  | 344  | 343  | 325  | 282  | 306  | 323  |

| 1962 | 1968 | 1975 | 1982 | 1990 | 1999 | 2006 | 2011 | 2016 |
| ---- | ---- | ---- | ---- | ---- | ---- | ---- | ---- | ---- |
| 274  | 217  | 167  | 135  | 134  | 128  | 145  | 139  | 130  |

| 2021 | 2022 | - | - | - | - | - | - | - |
| ---- | ---- | - | - | - | - | - | - | - |
| 124  | 124  | - | - | - | - | - | - | - |

En 2008, selon l’INSEE,  la densité de population de la commune était de 10 hab./km2, 61 hab./km2 pour le département, 68 hab./km2 pour la région Poitou-Charentes et 115 hab./km2.

## Économie
Selon la direction régionale de l'Alimentation, de l'Agriculture et de la Forêt de Poitou-Charentes, il n'y a plus que 14 exploitations agricoles en 2010 contre 19 en 2000. 
Les surfaces agricoles utilisées ont diminué et sont passées de 1 397 hectares en 2000 à 1 251 hectares en 2010. 50 % sont destinées à la culture des céréales (blé tendre essentiellement et un peu de maïs), 20 % pour les oléagineux (1/3 en colza et 2/3 en tournesol) et 22 %[Quoi ?]. En 2000, un hectare (zéro en 2010) était consacré à la vigne.
Cinq exploitations en 2010 comme en 2000 abritent un élevage de bovins (560 têtes en 2010 contre 443 têtes en 2000). Les élevages de volailles ont disparu au cours de cette décennie.

## Culture locale et patrimoine

### Lieux et monuments

#### Patrimoine civil
- Ancienne maison forte de Crouailles qui est inscrite comme monument historique depuis 2010.

#### Patrimoine religieux
- L'église Saint-Pierre date des XIe siècle, XVIe siècle, et XIXe siècle. Elle est en tuffeau. L'édifice originel roman a subi au cours de l'histoire de nombreuses modifications. Du XVIe siècle, l'église a conservé le clocher à galerie à jours de style gothique. De 1840 à 1860, de gros travaux sont engagés : le pavage est refait et la voûte est enduite pour remplacer des lambris encore visibles dans la travée occidentale. À la suite d'un violent orage ayant eu lieu dans la nuit du 15 août 1867, le clocher très endommagé, doit être partiellement reconstruit. Les deux autels avec leur retable de plâtre datent du XVIIIe siècle.

### Articles de Wikipédia
- Liste des communes de la Vienne
- Anciennes communes de la Vienne

## Sources